# Steven Contursi
Steven L. Contursi, né le 21 mai 1952 est un homme d'affaires et un numismate américain. Il est le fondateur et le président de Rare Coin Wholesalers (en). Au cours des trente-huit dernières années, il acheté et vendu pour plus d'un milliard de dollars de pièces rares américaines.

## Éducation
Contursi a obtenu un diplôme de physique avec mention cum laude au Lehman College de la City University de New York, et a reçu le prix Joseph A. Gillet en 1974 pour avoir été le meilleur étudiant en physique en dernière année.

## Pièces de monnaie remarquables

### Dollar Flowing Hair de 1794
En 2004, Contursi a cherché des preuves que sa pièce était le premier dollar d'argent fabriqué pour les États-Unis, un dollar d'argent Flowing Hair de 1794 La pièce a été vendue en mai 2010, pour un record mondial de 7,85 millions de dollars, ce qui en fait la pièce la plus chère jamais vendue.

### Doublon Brasher
En plus de posséder le premier dollar en argent, Contursi a possédé la première pièce d'or fabriquée pour les États-Unis, l'« Unique » doublon Brasher (en)  Il a été frappé en 1787 par l'orfèvre Ephraim Brasher, un voisin de George Washington. Le doublon de Contursi, avec le « EB » frappé sur le revers, a été vendu en décembre 2011 à une société d'investissement de Wall Street pour un peu moins de 7,4 millions de dollars.

### Set du Roi de Siam
En 2005, Contursi a acheté le jeu d'épreuves « King of Siam » pour 8,5 millions de dollars lors d'une vente privée.

### Double Eagle de 1907
En juin 2012, Contursi a acheté la plus haute qualité, « Ultra High Relief », du  double eagle Saint Gaudens de 1907, surnommée « America's Most Beautiful Coin Design » par les experts.

### Demi-dime de 1792
Fin décembre 2011, Contursi a fait don d'un demi-dime de 1792 au musée de l'argent de l'American Numismatic Association. La pièce, achetée pour 220 000 dollars, a été donnée sans conditions. Il a déclaré : « Ce don est ma façon de rendre à l'ANA les choses merveilleuses qu'elle fait pour les collectionneurs ».